# Gastrochaenidae
Gastrochaenidae är en familj av musslor. Enligt Catalogue of Life ingår Gastrochaenidae i överfamiljen Gastrochaenoidea, ordningen Myoida, klassen musslor, fylumet blötdjur och riket djur, men enligt Dyntaxa är tillhörigheten istället ordningen Heterodonta, klassen musslor, fylumet blötdjur och riket djur. Enligt Catalogue of Life omfattar familjen Gastrochaenidae 5 arter.
Gastrochaenidae är enda familjen i överfamiljen Gastrochaenoidea.
Kladogram enligt Catalogue of Life och Dyntaxa:
| Gastrochaenidae | \| \| Gastrochaena \| \| \| \| \| \| Spengleria \| \| \| \| |
|                 | \| \| Gastrochaena \| \| \| \| \| \| Spengleria \| \| \| \| |
|                 | Gastrochaena                                                |
|                 |                                                             |
|                 | Spengleria                                                  |
|                 |                                                             |

## Bildgalleri

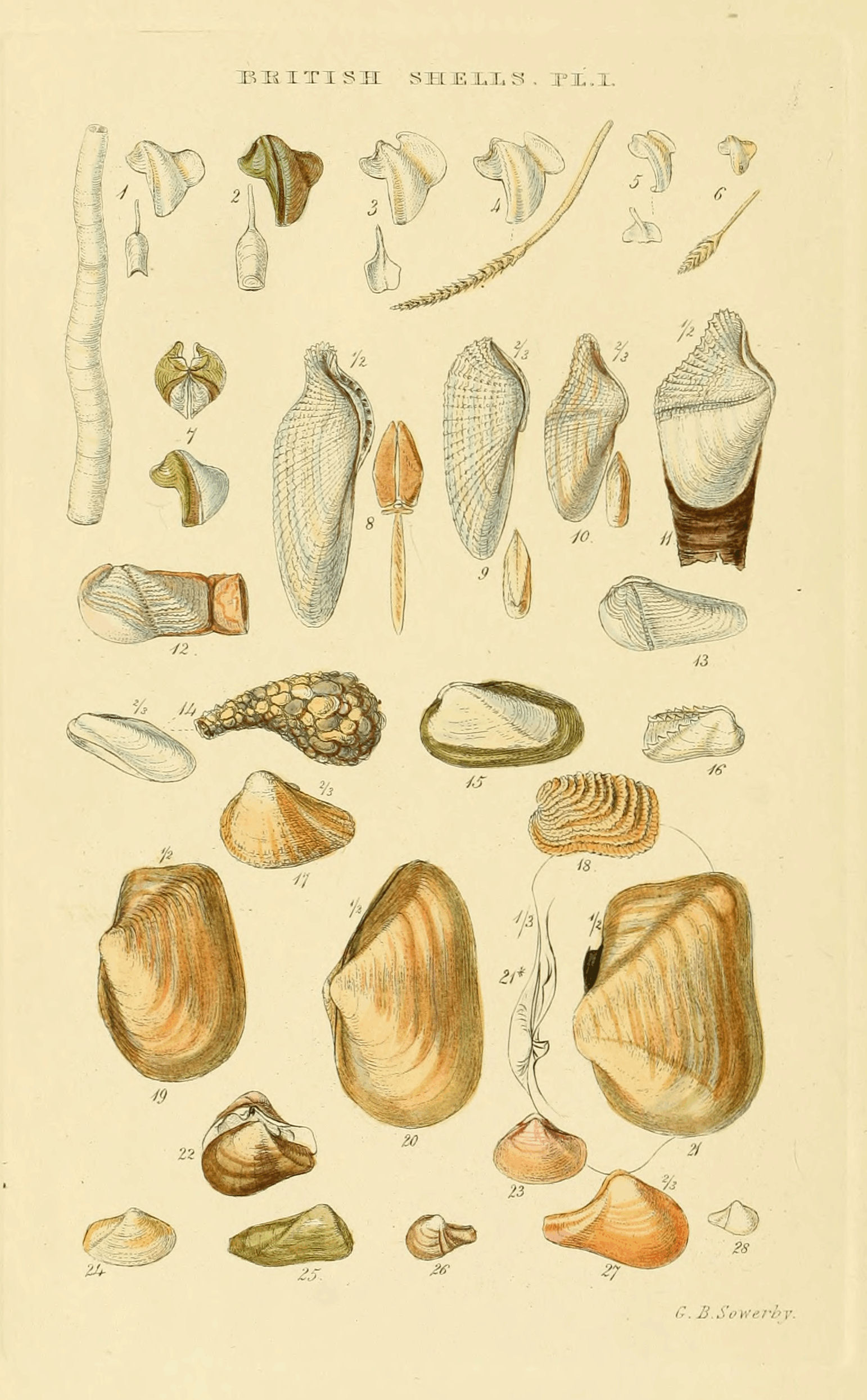
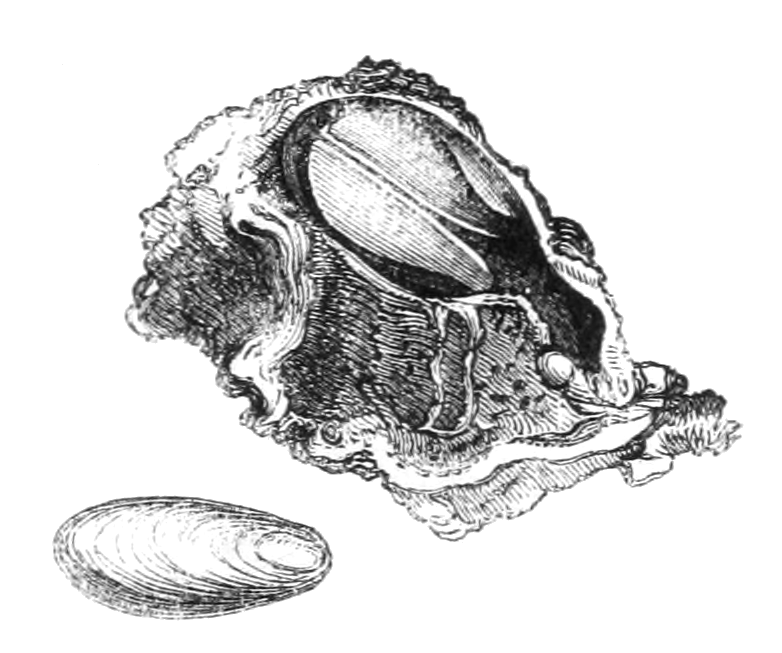